# Reconstrucción racional

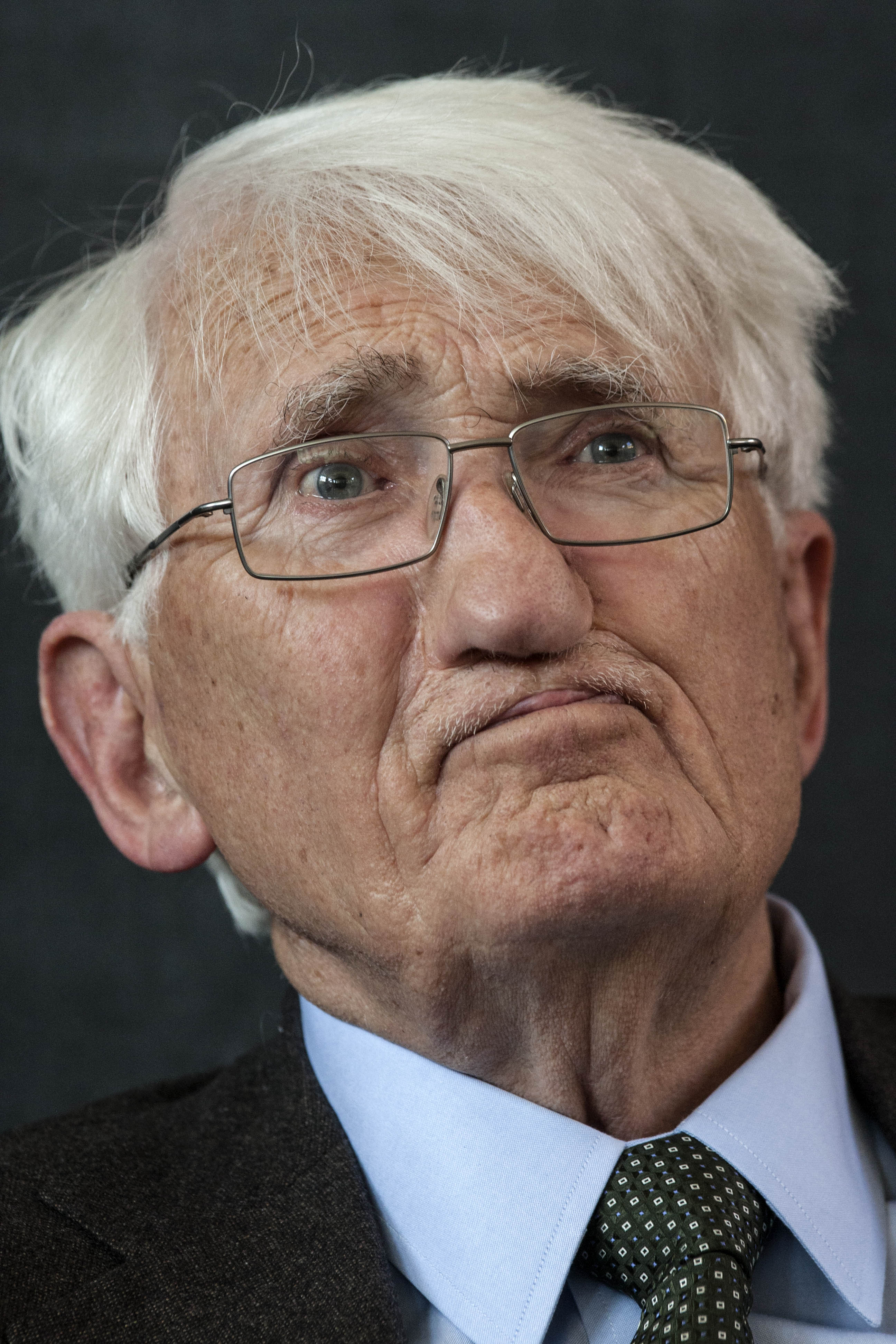
Juergen Habermas

La reconstrucción racional es un término filosófico  con varios significados distintos. Está sustentado en el trabajo de Jürgen Habermas y Imre Lakatos.

## Habermas
Para Habermas, la reconstrucción racional es un método filosófico y lingüístico que traduce sistemáticamente el conocimiento intuitivo de las reglas en una forma lógica. En otras palabras, es un enfoque de la ciencia y la filosofía que intenta poner significados en el lenguaje de forma adecuada.

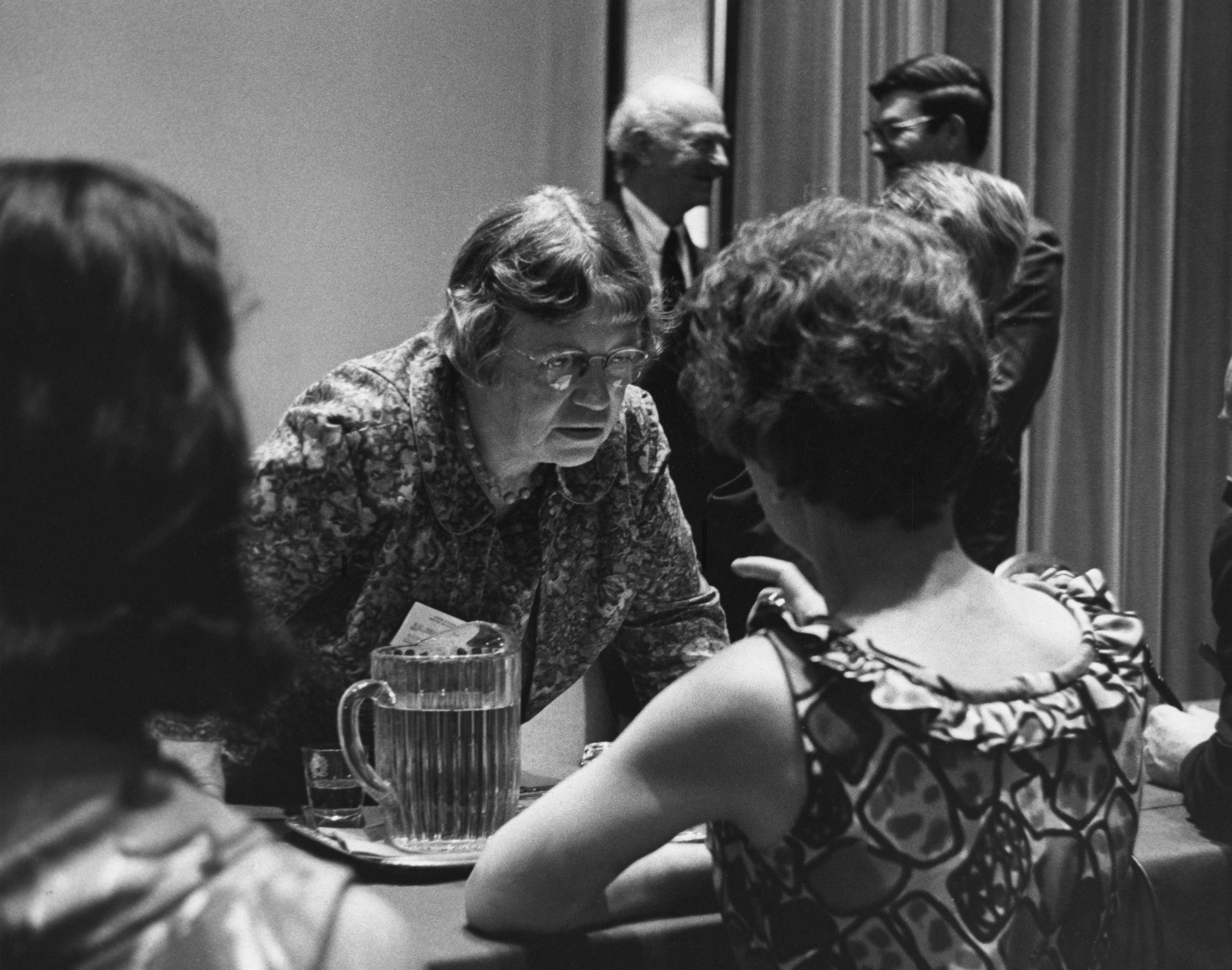
Margaret Mead (1901-1978)

El tipo de análisis formal llamado reconstrucción racional es utilizado por Habermas para nombrar la tarea que él considera apropiada para la filosofía. Este modo de reflexión filosófica se puede comparar con los procedimientos tradicionalmente adoptados en la filosofía y se ocupa de las cuestiones tradicionalmente planteadas. Es decir, la reconstrucción racional implica hacer explícitas y sistematizar las condiciones universales e ineludibles para la posibilidad de ciertos tipos de fenómenos. Dicho de manera más específica, se puede decir que la reconstrucción racional es una forma de explicar las estructuras generativas profundas que dan lugar y permiten actuaciones particulares, comportamientos y otras realidades simbólicamente preestructuradas.
   "Una vez que ha renunciado a su pretensión de ser una primera ciencia o una enciclopedia, la filosofía puede mantener su estatus dentro del sistema científico sin asimilarse a determinadas ciencias ejemplares ni por el exclusivo distanciamiento de la ciencia en general. La filosofía tiene que implicarse en la autocomprensión falibilista y la racionalidad procedimental de las ciencias empíricas; no puede reclamar un acceso privilegiado a la verdad, a un método, a un objeto o incluso a un estilo de intuición específicamente suyo. Sólo así puede la filosofía contribuir lo mejor posible a una división no exclusiva del trabajo, a saber, su tenacidad persistente para plantear cuestiones de forma universalista, y su procedimiento de reconstrucción racional del conocimiento preteórico intuitivo de sujetos que hablan, actúan y juzgan competentemente. ... Esta dote recomienda la filosofía como un socio indispensable en la colaboración de aquellos que se preocupan por el progreso de la razón, el conocimiento y la verdad."
   - Habermas, 1992
La reconstrucción racional se limita al análisis de realidades simbólicamente preestructuradas porque es un procedimiento íntimamente ligado a la interpretación de la realidad en oposición a su descripción. Entonces, mientras las ciencias naturales generan conocimiento teórico sobre las estructuras generales de una realidad observable, las reconstrucciones racionales (a veces llamadas ciencias reconstructivas) generan un conocimiento teórico de las estructuras profundas de una realidad accesible solo a través de la interpretación. Algunas preguntas no pueden abordarse a través del proceso de reconstrucción racional, pero puede haber una gama extremadamente amplia de preguntas. Es difícil señalar un fenómeno que de alguna manera no está estructurado simbólicamente, es decir, sin algún significado para alguien.
Mientras que el significado de cualquier fenómeno debe ser generado de alguna manera, y la interpretación de los símbolos depende de la inteligencia, el otorgamiento de significado no es arbitrario. La reconstrucción racional intenta aclarar los procesos subyacentes que generan significados particulares. Se ocupa de las estructuras profundas de la inteligencia que generan el conocimiento, los juicios y las acciones de los sujetos, así como el significado, la importancia y la validez de los objetos. Debido a esto, las ciencias que sistemáticamente explican el conocimiento intuitivo de sujetos competentes mediante la reconstrucción del conocimiento preteórico de ciertas capacidades humanas pueden verse como representativas de este procedimiento de reconstrucción racional.

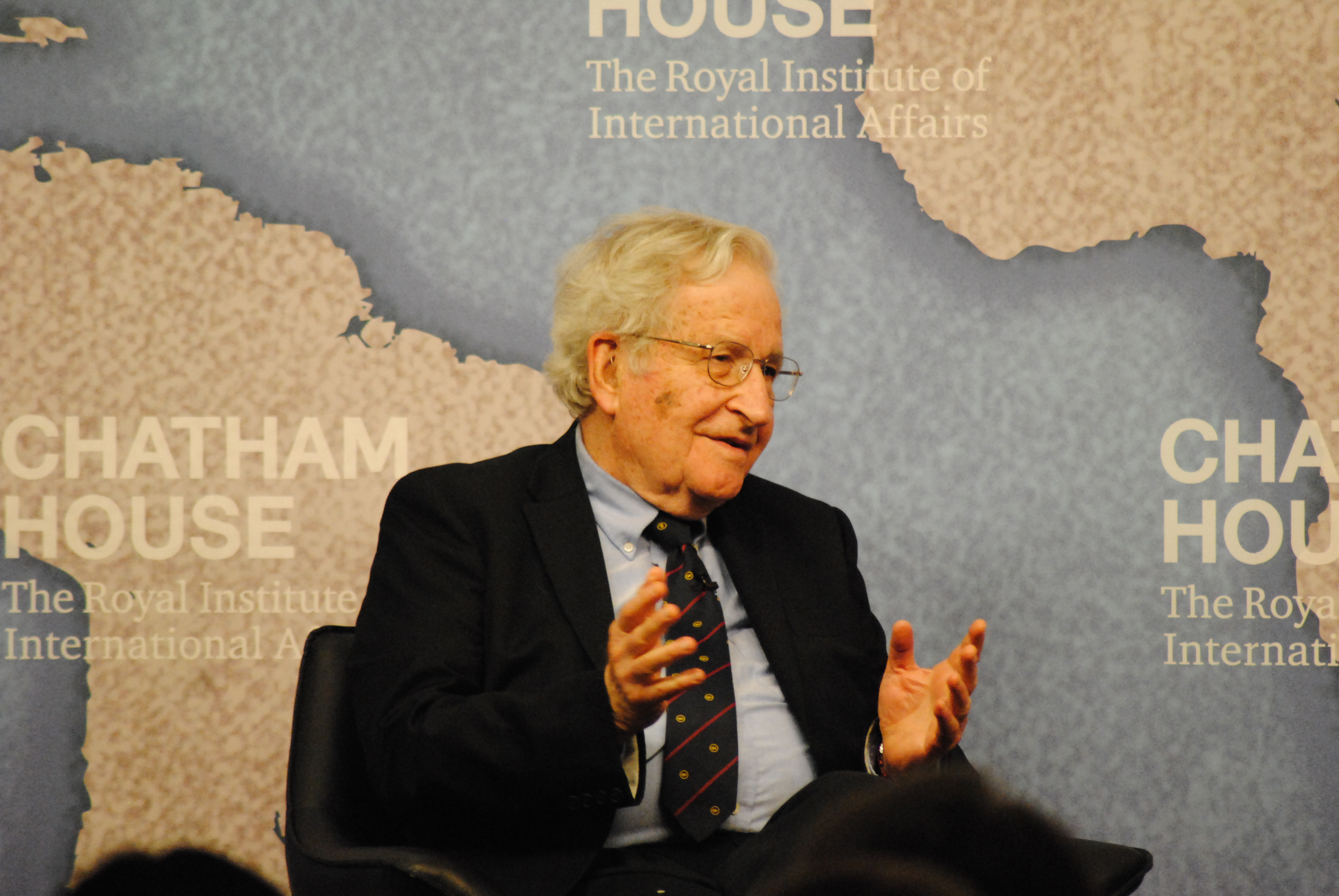
Noam Chomsky, Institute Professor and Emeritus Professor of Linguistics, MIT

Habermas sugiere en esta línea que "podemos distinguir entre los conocimientos técnicos, la capacidad de un sujeto competente que entiende cómo producir o lograr algo, y el conocimiento explícito de cómo es que puede hacerlo". (Habermas, 1979). Esto debe entenderse en el contexto de la reconstrucción racional como dos niveles de la explicación del significado, dos formas de entender una realidad simbólicamente preestructurada. La diferencia entre los dos niveles es, en términos de Habermas, el contenido y la regla-consciencia maestra intuitivamente que lo permite, o en otros términos, las estructuras superficiales y las estructuras profundas. Vale la pena citar a Habermas extensamente para aclarar esto. Aquí está discutiendo estos dos niveles de análisis aplicados a la interpretación de un texto:
"... la comprensión del contenido persigue las conexiones que unen las estructuras superficiales de una formación incomprensible [simbólica] con las estructuras superficiales de otras formaciones familiares. Así, las expresiones lingüísticas se pueden explicar mediante la paráfrasis en el mismo idioma... Si no puede lograr su fin de esta manera, el intérprete puede considerar necesario modificar su actitud. Luego intercambia la actitud de comprender el contenido (dirigido a las estructuras superficiales) ... para una actitud en la que se centra en las estructuras generativas de las expresiones en sí mismas. El intérprete intenta explicar el significado de un formato simbólico con la ayuda de las reglas según las cuales el autor debe haberlo producido... La actitud cambia tan pronto como el intérprete intenta no solo aplicar el conocimiento intuitivo de los hablantes sino reconstruirlo. Luego se aleja de la estructura superficial de la formación simbólica... Intenta, en cambio, mirar dentro de la formación simbólica, penetrando a través de la superficie por así decirlo, para descubrir las reglas según las cuales se produjo esta formación simbólica... El objeto de la comprensión ya no es el contenido... sino la conciencia de la regla intuitiva. (Habermas, 1979) ".
Además, siguiendo esta distinción entre estructuras superficiales y profundas, Habermas considera que la tarea de las ciencias reconstructivas se mueve en dos direcciones, horizontal y vertical. La dirección "horizontal" busca reconstruir competencias fundamentales e importantes, mientras que la dirección "vertical" busca reconstruir la lógica (genética) del desarrollo de estas competencias. De modo que existen estructuras superficiales y estructuras profundas relacionadas con competencias y subcompetencias, que se separan y se reconstruyen mediante la participación de dos modos distintos de comprensión de realidades simbólicamente preestructuradas.
Esto debería aclarar qué es lo que las reconstrucciones racionales buscan lograr. También se debe decir que los resultados de las reconstrucciones sistematizadas pretenden explicar "las capacidades universales y no meramente las competencias particulares de los grupos individuales" (Habermas, 1979). Las afirmaciones teóricas de tales reconstrucciones racionales tienen el estatus de teorías generales de las competencias y el comportamiento humanos. "Cuando el conocimiento preteórico que debe reconstruirse expresa una capacidad universal, una competencia (o subcompetencia) cognitiva, lingüística o interactiva general, entonces lo que comienza como una explicación del significado apunta a la reconstrucción de las competencias de las especies" (Habermas, 1979) .

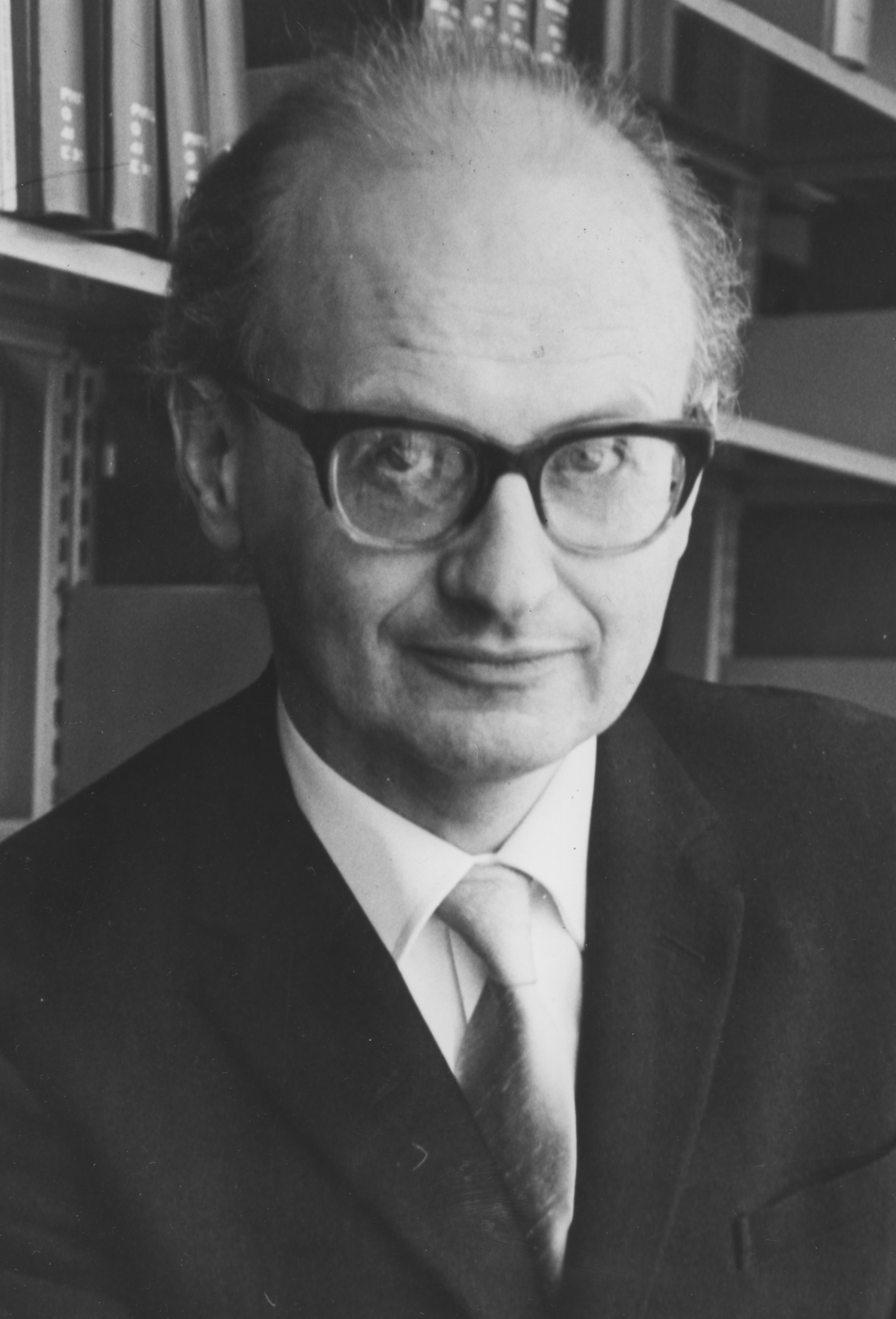
Imre Lakatos

Este tipo de reconstrucciones racionales son notablemente diferentes de las soluciones y métodos puramente filosóficos pero comparables a las que se ofrecen como respuestas definitivas a tales cuestiones en el pasado. El análisis trascendental de Kant buscaba deducir el marco categórico que estructuraba y determinaba la experiencia. La dialéctica de Hegel buscó sistematizar el proceso de conocer, ajustando cada etapa de la percepción como un momento definido para ser subsumido en el desarrollo del conocimiento absoluto. Estos grandes sistemas fueron concebidos como a priori, ineludiblemente generadores de toda experiencia y conocimiento, y se entendieron como hechos, como la verdad. Habermas ve la reconstrucción racional como una empresa similar, pero menos grandiosa:
"...los modos de justificación trascendentales y dialécticos aún pueden ser útiles. Todo lo que se puede esperar que proporcionen, sin embargo, son hipótesis reconstructivas para su uso en contextos empíricos ... [Las reconstrucciones racionales son] falibilistas en su orientación, rechazan la dudosa fe en la capacidad de la filosofía de hacer las cosas sin ayuda, esperando en cambio que el éxito que durante tanto tiempo se le escapó pueda provenir de una combinación auspiciosa de diferentes fragmentos teóricos (Habermas, 1990a) ".
Además:
".... [En la reconstrucción racional] la distinción entre el conocimiento a priori y el conocimiento a posteriori se vuelve borrosa. Por un lado, la conciencia de la regla [es decir, el conocimiento intuitivo] de sujetos competentes es para ellos un conocimiento a priori, por otro lado, la reconstrucción de este llama a investigaciones emprendidas con [métodos] empíricos (Habermas, 1979) ".
A este respecto, Habermas considera que los teóricos cuyos proyectos representan una mezcla de filosofía y métodos científicos son ejemplos importantes. Identifica a Freud, Durkheim, Mead, Weber, Piaget, Chomsky y Kohlberg como aquellos que "insertaron una idea genuinamente filosófica como un detonador en un contexto particular de investigación ... [iniciando] paradigmas en los que una idea filosófica está presente en el embrión mientras al mismo tiempo, se plantean preguntas empíricas, aunque universales "(Habermas, 1990). Estos teóricos se aproximaron a la división ideal del trabajo entre la filosofía y la ciencia que Habermas entiende como crucial para que se logre el progreso en todas las disciplinas; las ciencias humanas en particular representan un terreno fértil para tal cooperación.

## Lakatos
Imre Lakatos distingue entre la "historia" interna" y "externa" de la ciencia. La historia interna pone el foco en las preocupaciones normativas y las razones pueden ser formuladas para aceptar o rehusar teorías científicas según alguna  lógica de la ciencia. La historia externa, por otro lado, pone el foco en los factores no racionales contingentes que influyen en el proceso científico.